# Balaïtous
Il Balaïtous (3.144 m s.l.m. - detto anche Pico Os Moros) è una montagna dei Pirenei lungo la frontiera tra la Francia e la Spagna.
Partendo dall'oceano Atlantico il Balaïtous è la prima vetta a superare i 3.000 metri.